# Каракумський канал
38°15′16″ пн. ш. 57°49′09″ сх. д. / 38.254444444444° пн. ш. 57.819166666667° сх. д.

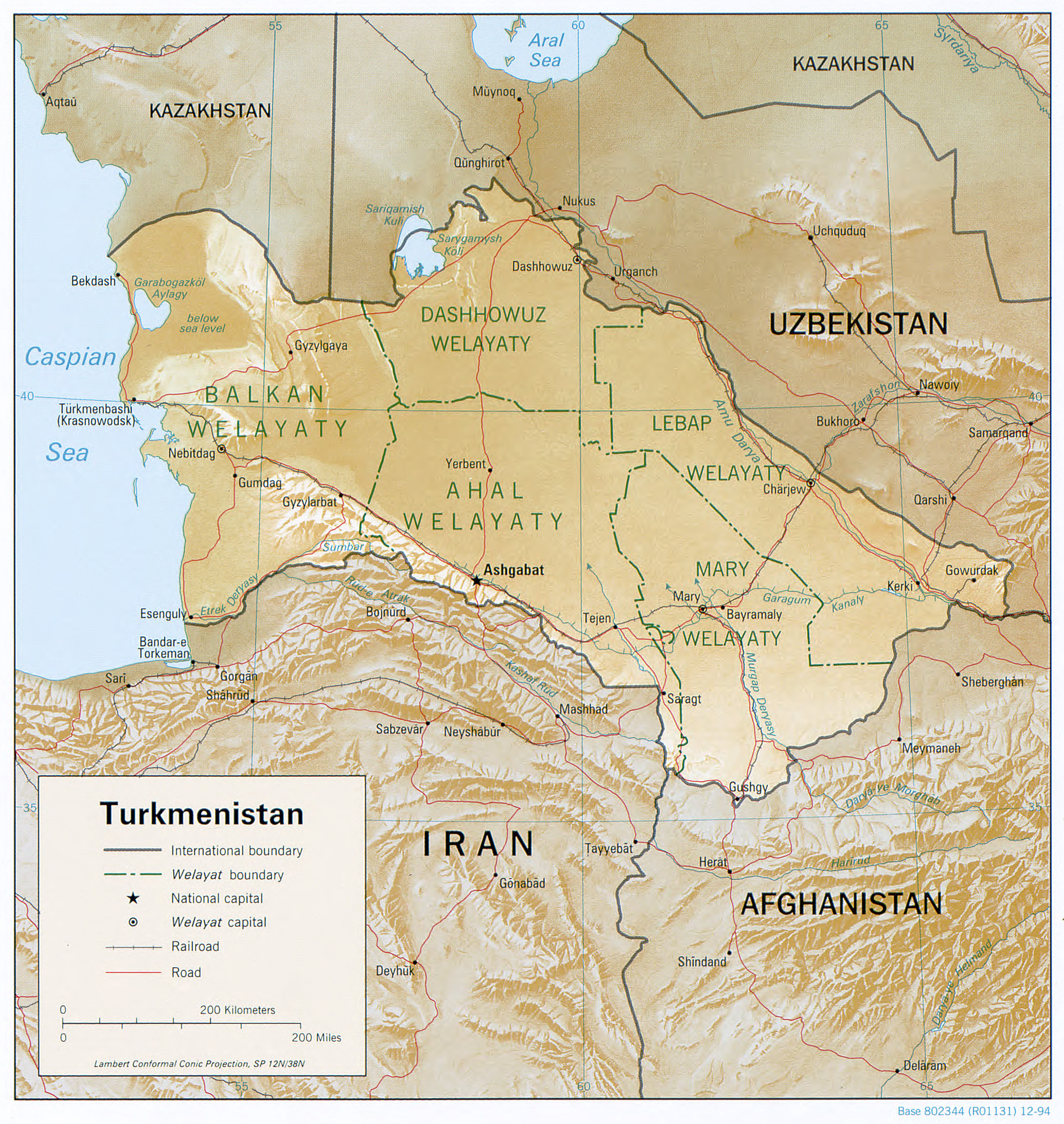
Каракумський канал (Garagum Kanaly) на карті Туркменістану 1994 року

Каракумський канал (сучасна назва — Канал Туркменбаши туркм. Garagum kanaly, گَرَگوُم كَنَلیٛ, Гарагум каналы) — великий канал, побудований в СРСР для водозабезпеченості південних і південно-західних районів Туркменістану довжиною 1300 км.

## Географія
Канал починається від річки Амудар'ї вище міста Керкі, далі прокладено через піски південно-східних Каракумів, потім перетинає стародавню Мервську оазу і межиріччі річок Мургаб та Теджен, далі проходить по передгір'ях Копетдагу. Ширина до 200 м, максимальна глибина 7,5 м. Витрата води на початку каналу 600 м³/с. Вода в каналі йде самопливом. По ньому протягом 450 км здійснюється судноплавство. Середньорічний водозабір каналу становить 12-13 км³, перевищуючи в 3-4 рази сумарний стік з гір туркменських річок.

## Історія
Починаючи з 1950 на території Туркменістану почалося будівництво Головного Туркменського каналу, після смерті Сталіна воно було припинене на користь Каракумського каналу.
Початок будівництва — 1954.
Перша черга каналу (Амудар'я — Мургаб) завдовжки 400 км була побудована в 1959.
Друга черга каналу (Мари — Теджен) завдовжки 138 км завершена в 1960. Стік каналом збільшився до 4,7 км³.
На цьому відрізку побудовано Хаузханське водосховище ємкістю понад 800 млн м³.
Третя черга каналу (Теджен — Ашхабад) завдовжки 260 км завершена в 1962.
У 1967 канал був доведений до Геок-Тепе, в 1973 була побудована Копет-Дагська гребля і дві греблі в Ашхабаді.
Далі канал протягнутий до міста Берекету. Наступний відрізок каналу тягнеться до Атреку завдовжки 270 км, інша гілка каналу йде до Небіт-Дагу.
Будівництво було завершене в 1988.
Будівництво каналу вплинуло на всі складові географічного середовища: рослинність, тваринний світ, мікроклімат, ґрунти, рельєф.